# 男島 (島根県隠岐の島町)

竹島地域の地図

男島（おじま）または西島（にししま）は島根県隠岐郡隠岐の島町に所在する島嶼。大韓民国との係争地となっている竹島（韓国名：独島）を構成する島のひとつ。

## 位置
- 北緯37度14分30.5秒 東経131度51分54.6秒 / 北緯37.241806度 東経131.865167度
- 男島 (島根県隠岐の島町) - 地理院地図
- 男島（島根県隠岐の島町） - Google マップ

## 概要

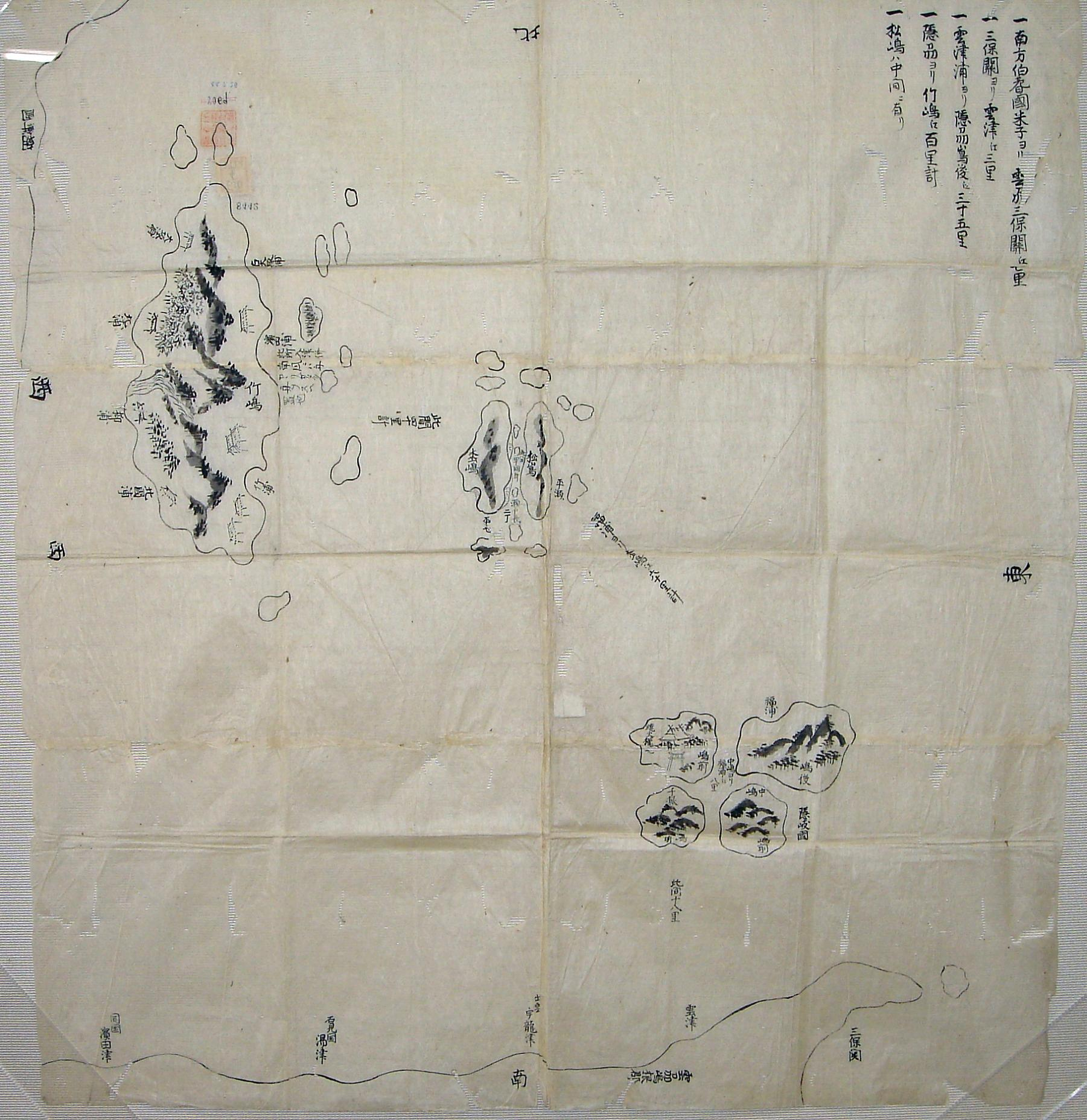
隠岐、松島（現：竹島）、竹島（現：鬱陵島）を描いた1724年の鳥取藩作成の地図

日本の国土地理院が2007年12月発行の2万5千分の1の地形図には竹島の2つの島を「東島」と「西島」と表記しているが、隠岐の島町では資料の調査や聞き取り調査を行い、この島については「男島（おじま）（西島（にしじま））」と決定され、東島については「女島（めじま）（東島（ひがしじま））」とするとともに岩礁や湾などの名称を定め、2013年6月に国土地理院に申請した。
最高地点の海抜は168メートルで女島に比べると70メートル高い。周囲は断崖絶壁で、飲料水に乏しく、人の住みにくい環境である。面積は0.10平方キロメートルである。女島よりやや広いが、表面積は女島の方がやや上回る。女島とのあいだの距離は151メートルである。単一の山で構成され、海岸線に沿って多くの洞窟がある。
男島は、女島とともに現代からおよそ460万年前から250万年前（新生代第三紀の鮮新世）の海底火山活動により誕生した火山島であり、水深約2,000mの海底から噴出した溶岩が硬化したことにより形成されたと考えられる。また、岩石と地質構造の分析結果によると、竹島は単一の火山爆発によって形成されたものではなく、200万年以上の長い期間の断続的爆発と噴火によってかたちづくられたものである。竹島の下部は主に玄武岩質の集塊岩であり、上部は粗面岩質の集塊岩と凝灰岩が互層を形成している。男島の西側は深く沈降しており、広い凹地すなわち対馬海盆が鬱陵島のあいだに広がっている。
1952年、韓国政府はいわゆる「李承晩ライン」（1965年に廃止）を公海上に設定し、その際に領土権を主張して「独島」の領土標を立て、1954年には武力要員を常駐させて実効支配を開始した。現在は、軍に準ずる装備を持つ韓国国家警察慶北警察庁独島警備隊の武装警察官40名と、灯台管理のため海洋水産部職員3名を常駐させるなど、軍事要塞化を進めている。また韓国海軍や海洋警察庁が、その領海海域を常時武装監視し、日本側の接近を厳重に警戒している。そのため、日本の海上保安庁の船舶や漁船はこの島の領海内には入れない状態が続いている。
男島には漁民宿舎があり、1991年からは、キム・ソンド（朝: 김성도）、キム・シンヨル（朝: 김신열）の夫婦が居住していた（キム・ソンドは2018年に死去している）。